# جون باربور (شاعر)
جون باربور (حوالي 1320 - 13 مارس 1395) كان شاعرًا اسكتلنديًا وأول شخصية أدبية كبرى تكتب باللغة الاسكتلندية. عمله تضمنت أعماله الأساسية المتبقية الرومانسية الشعرية التاريخية، البروس (ذا بروس)، ونظرًا للصيت الذي كسبه من هذه القصيدة، يُظن أن الأعمال الطويلة الأخرى باللغة الاسكتلندية التي بقيت من الفترة من تأليفه. يُعرف بأنه كتب عددًا من الأعمال الأخرى، لكن عناوين أخرى نُسبت بالتأكيد إلى كونها من تأليفه، مثل أصل ستيوارت (جينيالوجيا الستيوارتس) والبروت (بروتس)، ليست حاضرة اليوم.
كان باربور شماسًا كبيرًا في أبرشية أبردين في اسكتلندا. درس في أوكسفورد وباريس. على الرغم من كونه رجل دين، فإن كتاباته الباقية تتسم بالطابع الدنيوي سواء في الأسلوب أو الموضوع. كان الراعي الرئيسي له هو روبرت الثاني. تشير الأدلة حول ترقيته وتحركاته قبل صعود روبرت ستيوارت إلى السلطة كملك إلى أن باربور عمل سياسيًا نيابةً عن الملك المستقبلي.
توفي في عام 1395، على الأرجح في أبردين.

## حياته
ربما ولد حوالي عام 1320 في حال كانت سجلات عمره في عام 1375 والتي تُشير إلى أنه كان يبلغ من العمر 55 عامًا صحيحة. مكان ميلاده غير معروف، على الرغم من أن أبردينشاير وجالواي قدمتا ادعاءات متضادة.
ظهر باربور لأول مرة في السجلات التاريخية في عام 1356 مع ترقيته إلى منصب شماس كبير أبرشية أبردين من منصب كان قد شغله لأقل من عام في كاتدرائية دنكيلد. يُستنتج من ذلك أنه كان حاضرًا أيضًا في أفينيون في عام 1355. في عام 1357، عندما عاد ديفيد الثاني إلى اسكتلندا من المنفى وأُعيد إلى ممارسة الملكية، تلقى باربور خطابًا للسفر لإنجلترا إلى جامعة أوكسفورد. يبدو بعد ذلك أنه غادر البلاد في سنوات أخرى تزامنت مع الفترات التي كان فيها ديفيد الثاني ملكًا.
بعد وفاة ديفيد الثاني في عام 1371، خدم باربور في البلاط الملكي لروبرت الثاني بعدة مناصب. خلال هذا الوقت، بدأ تأليف «ذا بروس»، حيث تلقى عن عمله هذا في عام 1377 هدية قدرها عشرة جنيهات اسكتلندية، وفي عام 1378 معاشًا تقاعديًا مدى الحياة قدره عشرون شلنًا. شغل مناصب متعددة في مكان إقامة الملك. في عام 1372، كان أحد مدققي الخزانة وفي عام 1373 كاتب تدقيق.
الدليل الوحيد من سيرته الذاتية لسنواته الأخيرة هو توقيعه كشاهد على وثائق متنوعة في «سجل أبردين» عام 1392. وفقًا لكتاب الوفيات لكاتدرائية سانت ماتشار في أبردين، توفي في 13 مارس 1395 وتُظهر سجلات الدولة أن معاشه التقاعدي لم يُدفع بعد ذلك التاريخ. رتب باربور لإقامة قداس لنفسه ولوالديه، وهي تعليمات راعتها كاتدرائية سانت ماتشار حتى الإصلاح الديني.

## أعماله

### ذا بروس
«ذا بروس»، العمل الرئيسي الباقي لباربور، هو قصيدة سردية طويلة كتبها أثناء كونه عضوًا في بيت الملك في سبعينيات القرن الثالث عشر. موضوعها هو النجاح المكلل لملاحقة حرب الاستقلال الاسكتلندية الأولى. تركز بشكل رئيسي على روبرت ذا بروس وسير جيمس دوغلاس، لكن النصف الثاني من القصيدة يتضمن أيضًا أفعال أسلاف ستيوارت روبرت الثاني في الصراع.
كان غرض باربور في القصيدة جزئيًا تاريخيًا وجزئيًا وطنيًا. يحتفي بذا بروس (روبرت الأول) ودوغلاس في القصيدة بكونهما أزهارًا للفروسية الاسكتلندية. تبدأ القصيدة بوصف حالة اسكتلندا عند وفاة الكسندر الثالث (1286) وتختتم (تقريبًا) بوفاة دوغلاس ودفن قلب بروس (1332). الحلقة المركزية في القصيدة هي معركة بانوكبيرن.